# Ременниковский район
Ременниковский район — административно-территориальная единица в составе Сталинградской области, существовавшая в 1941—1948 годах. Центр — село Ременниково.
Район был образован в составе Сталинградской области 7 сентября 1941 года на территории бывшего Эрленбахского кантона АССР немцев Поволжья. Первоначально носил название Эрленбахский район.
В состав района вошли сельсоветы: Александерталь, Визенфельд, Иосифсталь, Мариенфельд, Ней-Норка, Обердорф, Розенберг, Унтердорф, Эрленбах.
4 апреля 1942 года Эрленбахский район был переименован в Ременниковский район. Одновременно были переименованы и все его сельсоветы:
- Александертальский — в Александровский
- Визенфельдский — в Авиловский
- Иосифстальский — в Скрипаловский
- Мариенфельдский — в Новониколаевский
- Ней-Норкинский — в Ново-Норкский
- Обердорфский — в Купцовский
- Розенбергский — в Уметовский
- Унтердорфский — в Веселовский
- Эрленбахский — в Ременниковский

24 ноября 1948 года Ременниковский район был упразднён, а его территория разделена между Ждановским и Камышинским районами.